# M-V
M-V는 일본의 고체연료 우주발사체이다. Mu-5라고도 쓰며, 일본에서는 뮤파이브라고 발음한다.
M-V는 뮤로켓 시리즈의 하나다. 뮤로켓 시리즈는 일본의 고체로켓 개발사업으로서, 우치노우라 우주 센터에서 1966년부터 2006년까지 진행되었다. 전부 8종류 존재하지만, 실제로 인공 위성을 발사한 것은 6종류다. M-V는 1990년에 ISAS에서 150억엔을 들여 개발을 시작했다. 3단 로켓이며, 높이 30.7 m, 직경 2.5 m, 중량 140 t이다. 2t의 화물을 250 km (155 miles) 고도에 올릴 수 있다. M-V는 1800 kg의 인공위성을 지구 저궤도에 올릴 수 있는데, 2005년 무게 510 kg인 하야부사를 25143 이토카와 소행성에 착륙시켰다.
일본 우주산업과 방위산업의 고질적인 "고비용 저효율" 은 항상 문제로 지적되었고, M-V 역시 이러한 지적으로부터 자유롭지 못하였다. 총중량이나 1단 고체로켓모터의 추력을 토대로 "세계최대 고체발사체"로 일본 국내에서 대대적으로 홍보했다. 그러나, M-V는 동일한 급의 미국 피스키퍼 상업용 발사체들(아테나2, 미노타우르4, 미노타우르C)과 성능면에서 차이가 없었고, 1단 고체로켓모터의 추력이 불필요하게 높았으며, 무엇보다 발사 비용이 57억 엔(당시 약 900억 원)으로 너무 높아, 실용성이 매우 떨어졌다. 결국 퇴역하였다. 후속이 엡실론이다. 미국의 고체로켓모터인 캐스터120(SR-118)을 라이선스 생산하여 엡실론을 제작한다.
일각에서 일본의 잠재적 핵투발 능력으로 M-V가 언급되었다. 그러나 1회 발사에 무려 100명 내외의 운용인력이 필요하고, 발사체에 유도기능이 없다는 점, 무엇보다 1단 고체로켓모터가 필요 이상의 대추력이라는 점에서 M-V 역시 무기화는 비현실적이었다.

## 발사 기록

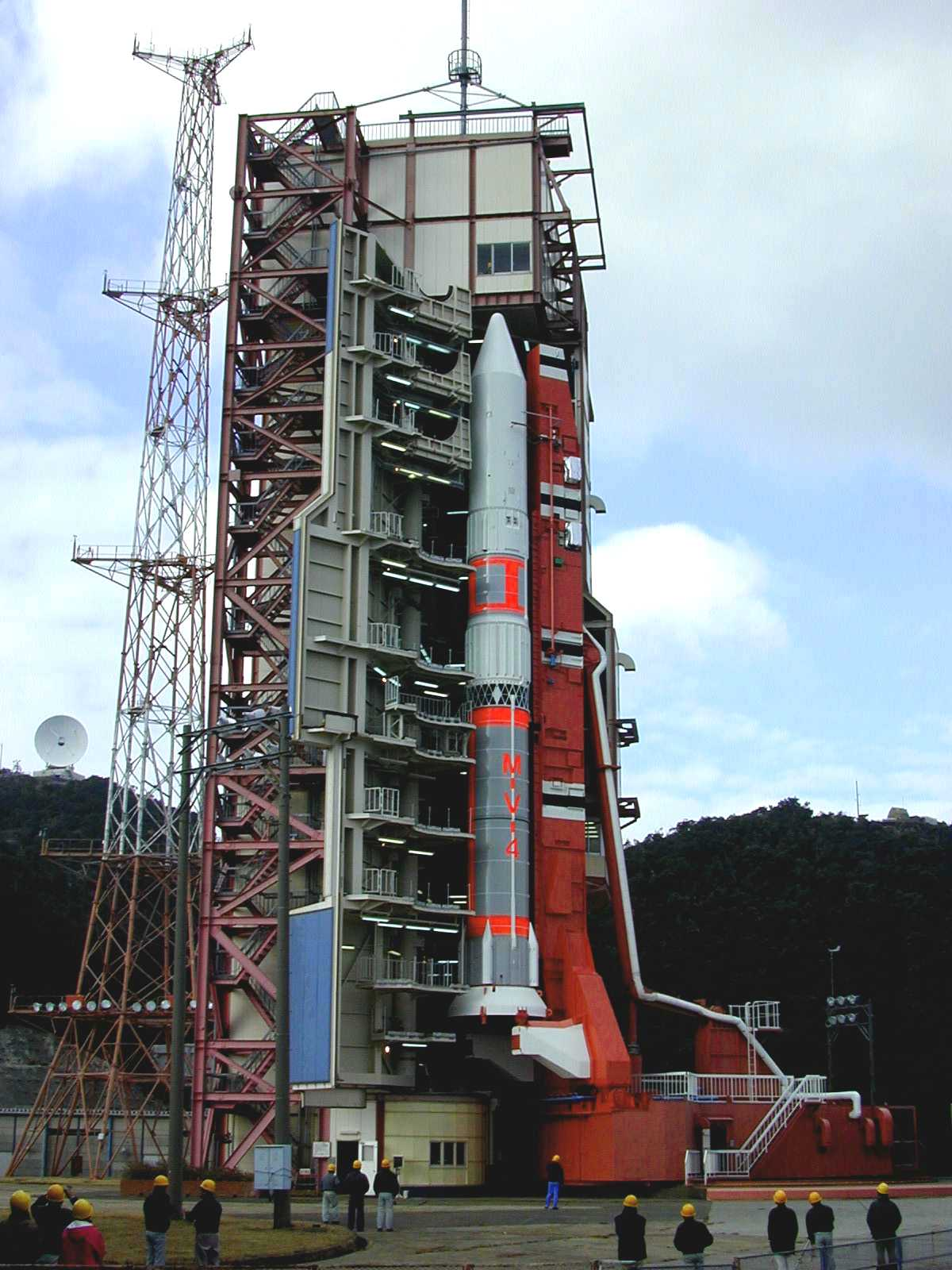
2000년 2월 스자쿠 위성을 탑재한 M-V 로켓의 모습. 발사에 실패했다

| 날짜(UTC)       | 비행 | 탑재체                           | 결과 |
| --------------- | ---- | -------------------------------- | ---- |
| 1997년 2월 12일 | F1   | MUSES-B (HALCA)                  | 성공 |
|                 | F2   | LUNAR-A                          | 취소 |
| 1998년 7월 4일  | F3   | PLANET-B (Nozomi)                | 성공 |
| 2000년 2월 10일 | F4   | 스자쿠                           | 실패 |
| 2003년 5월 9일  | F5   | MUSES-C (Hayabusa)               | 성공 |
| 2005년 7월 10일 | F6   | 스자쿠                           | 성공 |
| 2006년 2월 22일 | F8   | ASTRO-F (Akari) Cute-1.7+APD SSP | 성공 |
| 2006년 9월 23일 | F7   | SOLAR-B (Hinode) HIT-SAT SSSAT   | 성공 |

## 같이 보기
- 일본의 항공우주개발 연혁
- 일본 우주항공연구개발기구
- 가구야